# Karl Hohmann
Karl Hohmann (Düsseldorf, 18 de junio de 1908 - 31 de marzo de 1974) fue un futbolista alemán.
Entre 1930 y 1937, disputó 26 encuentros y anotó 20 goles para la Selección de fútbol de Alemania. Jugó la Copa Mundial de Fútbol de 1934, anotando 2 goles en los cuartos de final en la victoria por 2-1 ante Suecia. El combinado alemán finalizaría en el tercer lugar.
Más tarde, se convirtió en el entrenador del Rot-Weiss Essen, llevándolos a ganar en 1953 la Copa de Alemania.